# المادة البلغمية
المادة البلغمية مواد تميل إلى تصغير إنفجار المركب ومن أمثالها الفثالات التي تستخدم كمحلول في البروكسيدات مثل بروكسيد البنزويل. 
أشتقت الكلمة من phlegmatic والتي تعني ليس متحمس جداً وتعني بالعربية البلغم. 